# Cape Race
Cape Race is een kaap in de Canadese provincie Newfoundland en Labrador. De kaap ligt op het schiereiland Avalon en vormt het meest zuidoostelijke punt van het eiland Newfoundland.

## Geschiedenis
Cape Race is voor het eerst op landkaarten terug te vinden in 1502. De naam is vermoedelijk afgeleid van het Portugese Cabo Raso, wat "vlakke kaap" betekent. In 1854 zonk de Arctic in mistige wateren nabij de kaap met 322 doden tot gevolg.
In 1856 werd er voor het eerst een vuurtoren gebouwd aan de kaap. In 1907 werd die vervangen door het nieuwe Cape Race Lighthouse, dat op heden nog in gebruik is en erkend is als National Historic Site of Canada.

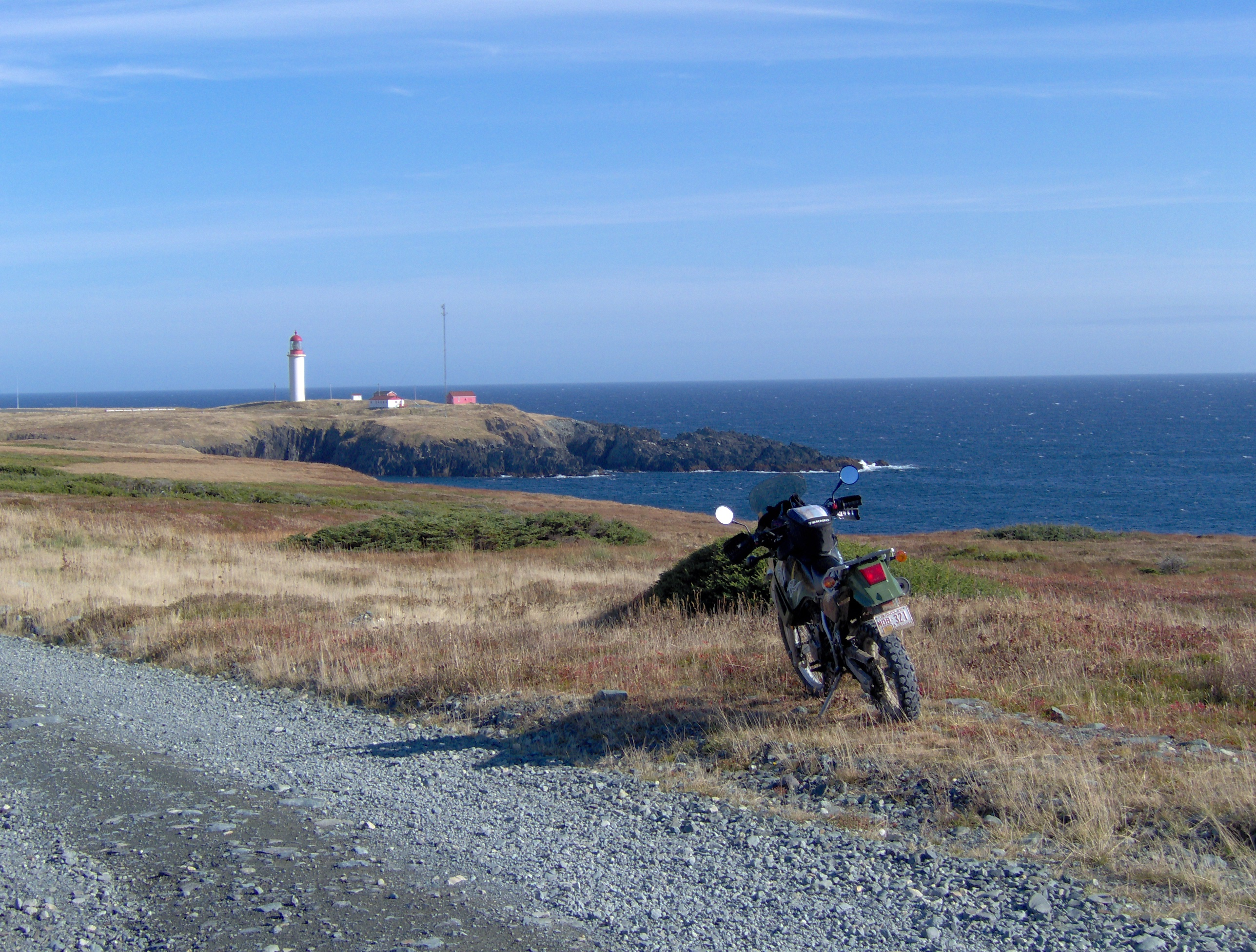
Zicht op Kaap Race